# Xã Gainsboro, Quận Independence, Arkansas
Xã Gainsboro (tiếng Anh: Gainsboro Township) là một xã thuộc quận Independence, tiểu bang Arkansas, Hoa Kỳ. Năm 2010, dân số của xã này là 1.128 người.